# Белбаж (река)
Белбаж — река в Нижегородской области России, протекает по территории Ковернинского района и Городского округа Семёновский. Устье реки находится в 241 км по правому берегу реки Керженец. Длина реки составляет 43 км, площадь водосборного бассейна — 419 км².
Исток реки у деревни Радость западнее села Белбаж. Река течёт на юго-восток, на берегах многочисленные деревни и сёла, крупнейшие из которых сёла Белбаж и Ильино-Заборское. Впадает в Керженец у деревень Успенское и Клышино. Высота истока — 133,6 м над уровнем моря.

### Притоки (км от устья)
- 17 км: река Талка (пр)

## Данные водного реестра
По данным государственного водного реестра России относится к Верхневолжскому бассейновому округу, водохозяйственный участок реки — Волга от устья реки Ока до Чебоксарского гидроузла (Чебоксарское водохранилище), без рек Сура и Ветлуга, речной подбассейн реки — Волга от впадения Оки до Куйбышевского водохранилища (без бассейна Суры). Речной бассейн реки — (Верхняя) Волга до Куйбышевского водохранилища (без бассейна Оки).
Код объекта в государственном водном реестре — 08010400312110000034493.